# Quartier du Combat
Quartier du Combat är Paris 76:e administrativa distrikt, beläget i nittonde arrondissementet. Distriktet är uppkallat efter Place du Combat, sedan år 1945 benämnd Place du Colonel Fabien.
Nittonde arrondissementet består även av distrikten Villette, Pont-de-Flandre och Amérique.

## Sevärdheter
- Saint-Georges de la Villette
- Notre-Dame-de-l'Assomption des Buttes-Chaumont
- Parc des Buttes-Chaumont
- Square Bolivar
- Île du Belvédère
- Siège du Parti communiste français

## Bilder
| - De fyra administrativa distrikten i Paris nittonde arrondissement. - Notre-Dame-de-l'Assomption des Buttes-Chaumont. - Square Bolivar. |

## Kommunikationer
- Tunnelbana – linje  – Buttes Chaumont